# Neoseiulus monomacrosetus
Neoseiulus monomacrosetus är en spindeldjursart som först beskrevs av Tseng 1976.  Neoseiulus monomacrosetus ingår i släktet Neoseiulus och familjen Phytoseiidae. Inga underarter finns listade i Catalogue of Life.